# Jey Crisfar
Jey Crisfar est un acteur belge né le 24 avril 1988 à La Louvière.

## Biographie
Jey Crisfar étudie la photographie à l'Académie royale des beaux-arts de Bruxelles, entame une année de vidéographie en 2009 à l'École de recherche graphique d'Ixelles. À 18 ans il obtient le rôle principal du film Otto; or Up with Dead People réalisé par Bruce LaBruce en 2007. Dans ce film, présenté à la Berlinale et au Festival du film de Sundance, il interprète un zombie nommé Otto.
L'édition du mois de mai 2008 du magazine Dazed & Confused lui consacre un shooting exclusif réalisé par Terence Koh.

## Filmographie
- 2008 : Otto; or Up with Dead People de Bruce LaBruce